# Suhi Dol, Slovenija
Suhi Dol este o localitate din comuna Dobrova-Polhov Gradec, Slovenia.